# پریلا کتون
پریلا کتون (به انگلیسی: Perilla ketone) یک ترکیب شیمیایی با شناسه پاب‌کم ۶۸۳۸۱ است. شکل ظاهری این ترکیب، مایع است.